# 太祝
太祝為中國古代官名。
太祝之名稱，最早為《周禮》中記載的西周官制，为六卿之一，负责管理天子宗庙事务。但現在一般認為《周禮》的官制僅是戰國時代人的政治理想描寫或戰國時代的官制反映，而並不一定西周時代真正存在的官制，且太祝之名稱並不見於其他目前已知的早期文獻如《尚書》、《詩經》、金文等，故其真實性仍存疑。
其後在秦及漢初沿用此官名，開始真正設立此官，但其地位不如周禮記載的重要，是太常底下的屬官，任務亦為掌管祭祀的官員，漢景帝時一度將太祝改為祠祀。但之後歷代各朝大多都設有此官，其執掌值務亦多類似。